# Grez (Oise)
Grez is een gemeente in het Franse departement Oise (regio Hauts-de-France) en telt 216 inwoners (2004). De plaats maakt deel uit van het arrondissement Beauvais. In de gemeente ligt spoorwegstation Grez-Gaudechart.

## Geografie
De oppervlakte van Grez bedraagt 5,8 km², de bevolkingsdichtheid is 37,2 inwoners per km².
De onderstaande kaart toont de ligging van Grez (Oise) met de belangrijkste infrastructuur en aangrenzende gemeenten.

## Demografie
Onderstaande figuur toont het verloop van het inwonertal (bron: INSEE-tellingen).